# Horisme singulariata
Horisme singulariata är en fjärilsart som beskrevs av Charles Joseph de Villers 1789. Horisme singulariata ingår i släktet Horisme och familjen mätare. Inga underarter finns listade i Catalogue of Life.